# 朱利奧·托尼奧拉蒂

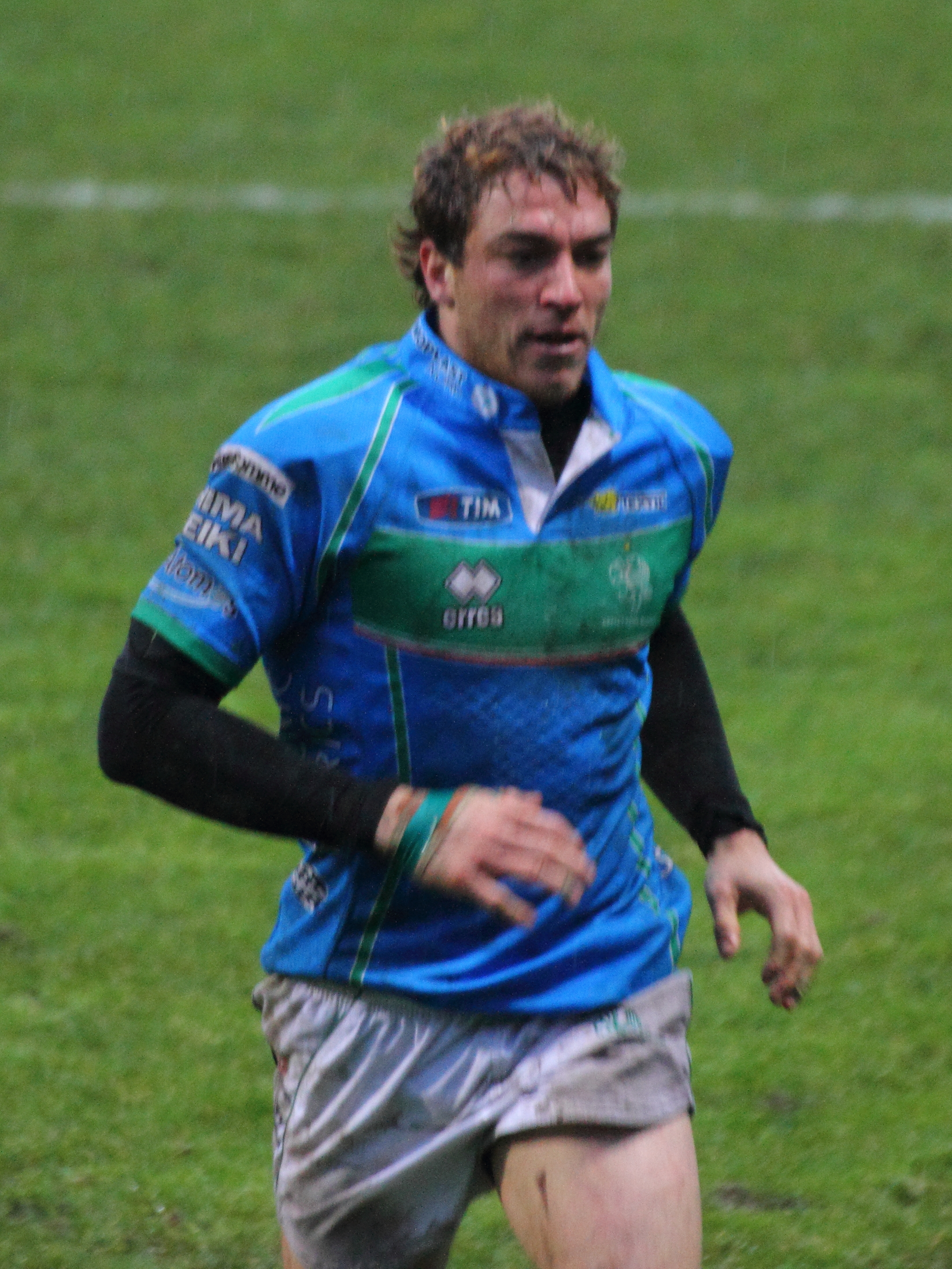
朱利奧·托尼奧拉蒂

朱利奧·托尼奧拉蒂（義大利語：Giulio Toniolatti；1984年1月15日—）是一位意大利橄欖球運動員。他是意大利國家橄欖球隊的一員，代表意大利參加了2011年世界盃橄欖球賽。